# هاكان كبر
هاكان كبر (بالتركية: Hakan Kiper)‏ (مواليد 4 أغسطس 1973) هو سبّاح تركي، مثّل بلاده في الألعاب الأولمبية الصيفية 2000.

## روابط خارجية
هاكان كبر على موقع الاتحاد الدولي للسباحة (الإنجليزية)
- هاكان كبر على موقع أوليمبيديا (الإنجليزية)